# Poul Hartling
Poul Hartling (14 de agosto de 1914-30 de abril de 2000) fue un diplomático y político danés. Miembro del Partido Liberal, sirvió como primer ministro de su país entre 1973 y 1975.
Hartling fue ministro de Relaciones Externas de Dinamarca de 1968 hasta el 1971 durante el gobierno de Hilmar Baunsgaard. El 1973 Hartling se tornó primer ministro cuando el Partido Socialdemócrata de Anker Jørgensen no logró formar un gobierno después de la elección al parlamento el 1973. Hartling fue primer ministro del 18 de diciembre de 1973 hasta el 13 de febrero de 1975, cuando Anker Jørgensen y los socialdemócratas llegaron otra vez al poder.
Hartling entonces dejó la política danesa para trabajar en la ONU. Él fue Alto Comisario de las Naciones Unidas para los Refugiados de 1978 hasta el 1985. En 1981 Hartling aceptó el Premio Nobel de la Paz como jefe de la ACNUR.
| Predecesor: Anker Jørgensen | Primer ministro de Dinamarca 1973 a 1975 | Sucesor: Anker Jørgensen |

- Datos: Q348901